# 노우라이
제너럴브랜즈가 런칭한 노우라이(NOLIE)는 ‘Want. Need. Now.(원하는 것. 필요한 것. 지금이야!)’를 슬로건으로 ‘세상에 없던 센슈얼 케어’를 지향하는 GEN-Z 타겟 브랜드다. 2023년 2월 1일, ‘배러 댄 퍼퓸 바디 스프릿’ ‘딥 플레져 마사지 젤’ 등 향기 & 바디케어 제품을 출시하며, 정식 런칭 했다.

## 브랜드 설명

### 철학
노우라이는 ‘나를 둘러싼 편견과 고정관념에서 벗어나, 진정한 내가 원하는 것, 필요한 것’을 찾고 집중할 수 있도록 청결과 건강을 지키는 제품을 선보이는 데 가치를 두고 있다.

### 네이밍
```
 
NO LIE [:노우라이] : 거짓 없음. 솔직함. 진심의. 진실
```

고정관념, 선입견, 편견을 배제하고 솔직함과 내숭없는 당당함으로 진짜 내가 바라는 내 모습을 찾길 바란다는 응원의 메시지가 담겨 있다.

### 컨셉
나의 몸과 마음, 라이프까지 행복하게 하는 센슈얼 웰니스 케어를 컨셉으로 하고 있다.

### 슬로건
```
Want. Need. Now. 원하는 것. 필요한 것. 지금이야!
```

‘Want. Need. Now. 원하는 것. 필요한 것. 지금이야!’ 를 슬로건으로 브랜드의 솔직하고 당당한 이미지를 표현했다.

### 로고 및 색상

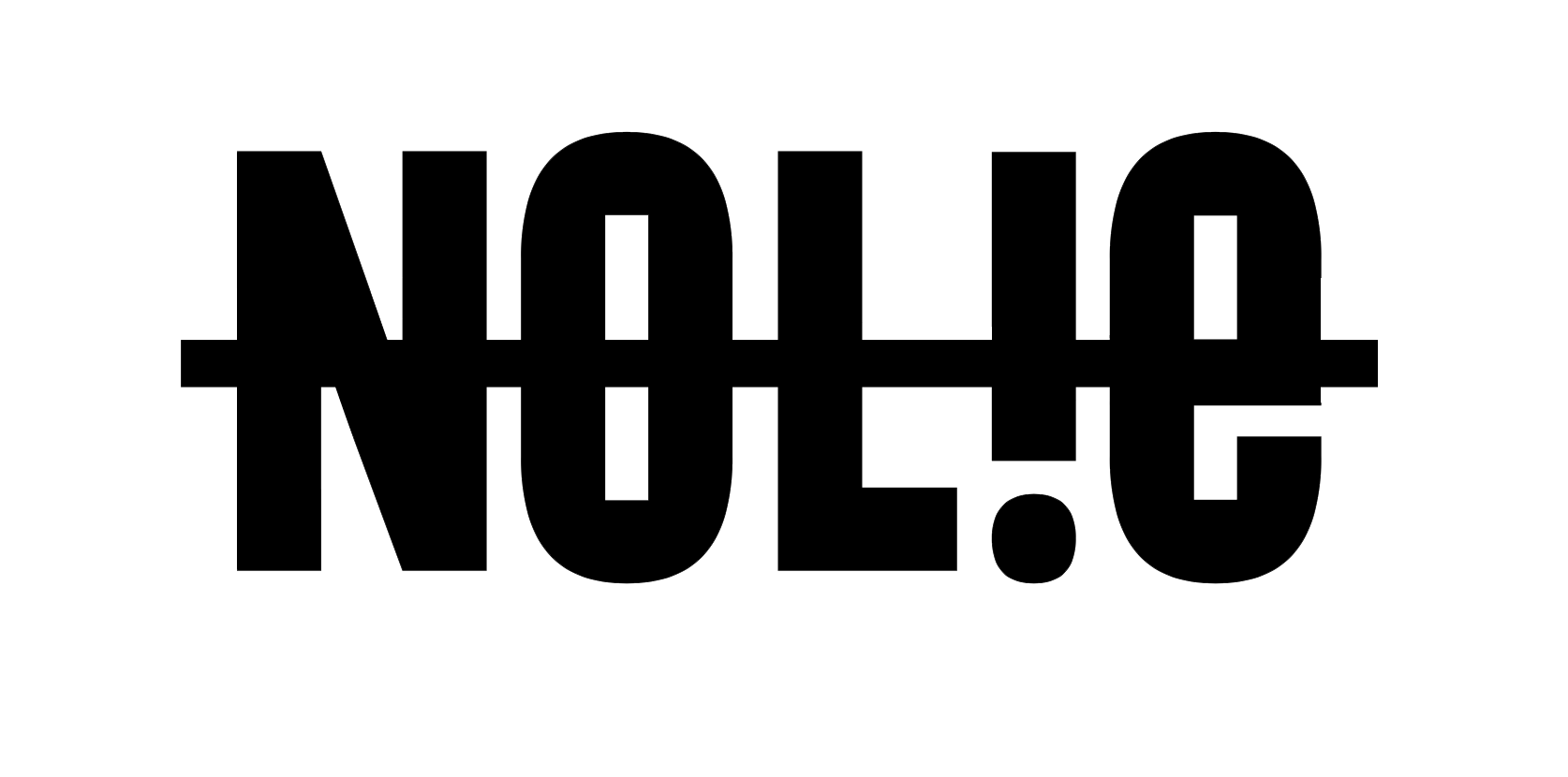

- 사각 금지선(BAR)의 유동적 사용을 통해 노우라이의 솔직하고 진취적 태도를 규정하고, i 를 뒤집은 형태를 통해 브랜드의 메시지가 슬로건화 되어 힘 있게 전달한다. 또한 볼드한 서체를 적용하여 로고 자체가 식별력과 임팩트를 부여했다.
- 에코, 당당함, 건강함, GEN-Z의 긍정 바이브를 상징하는 그린을 메인 컬러로 사용한다.

## 주요 제품 및 특징
글로우 바디 퍼퓸을 비롯해, 여성, 남성 청결제, 마사지 젤 등 기본에 충실하면서도 GEN-Z의 뾰족한 니즈에 대응하는 고기능성의 차별화된 제품들을 판매하고 있다. 기능에 따라, BASIC, FUNCTIONAL, INTIMATE 세 가지 라인으로 나뉜다.
BASIC
슬릭 앤드 클린 맨즈 워시: 뿌리는 순간 개운함이 번지는 버블 스프레이 타입의 맨즈 부스팅 청결제다.
니트 앤드 타이디 우먼즈 워시 & 화이트닝 샷/ 타이트닝 샷 : 클렌징과 케어를 동시에 선사하는 Y존 고민 맞춤 여성 청결제다.
FUNCTIONAL
배러 댄 퍼퓸 바디 스프릿 그랑 에스트/ 모흐/ 브리타니 : 15% 부향율과 알코올 free 텍스처로 오일과 워터 베이스의 이중 층상을 섞어서 사용하면 향기와 보습감을 오래 유지해주는 바디 퍼퓸이다. 헤어퍼퓸, 일상의 향수 대용으로 사용 가능하다.
INTIMATE
딥 플레져 마사지 젤: 바디 전체에 사용 가능한 마사지 젤로, 의료기기 인증을 받았으며 실리콘과 미네랄 오일 Free, 약산성 제형이 특징이다. 히알루론산 30%가 함유되어 풍부한 보습감을 느낄 수 있다.

## 회사 연혁
- 2023.02 : 노우라이 론칭